# Champurrado (gacha)

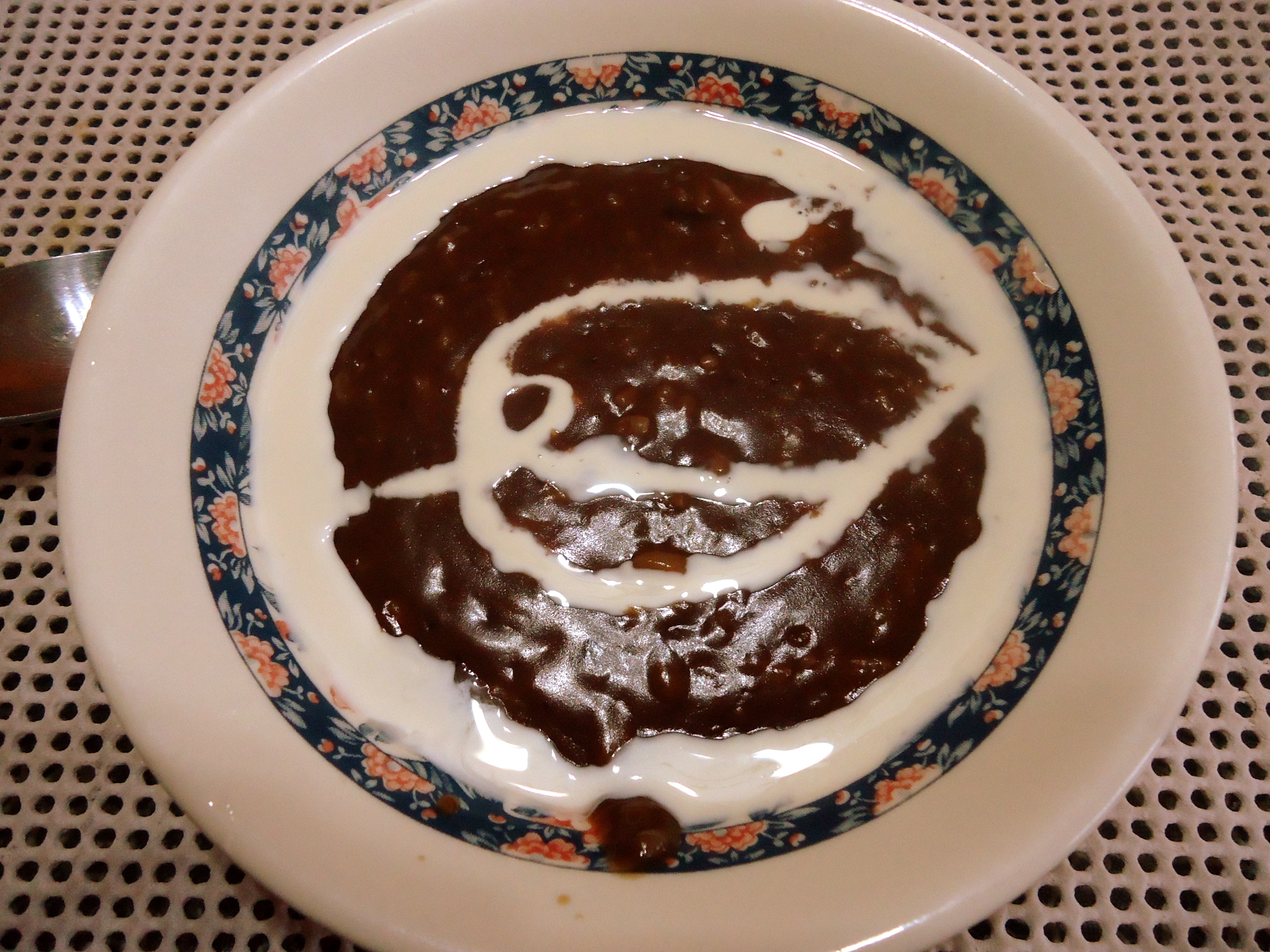
Champurrado.

El champurrado (tsampurado en los idiomas filipinos) es un plato dulce típico de la Filipinas. Se suele servir como desayuno, aunque también puede tomarse en cualquier momento del día o como postre.

## Características
Tradicionalmente se elabora hirviendo arroz en agua en un cazo, debe removerse de forma constante mientras hierve. Cuando el arroz está casi hecho, se le añade cacao en polvo y se sigue cocinando hasta que el arroz esté tierno. A la hora de servirlo, se recomienda añadirle leche evaporada por encima. Hay quienes añaden azúcar junto con el cacao en polvo (depende de los gustos de cada persona). Tradicionalmente se sirve acompañado de pescado seco.